# Leucania turbida
Leucania turbida là một loài bướm đêm trong họ Noctuidae.